# Горский, Николай Алексеевич
Николай Алексеевич Горский  (4 августа 1904, с. Борщино Костромской губернии — 1 октября 1968, Витебск) — учёный в области селекции сельскохозяйственных животных. Доктор сельскохозяйственных наук (1967), профессор (1968).

## Биография
Родился в с. Борщино Костромской губернии. В 1926 году окончил Казанский сельскохозяйственный институт. В 1927—1931 гг. работал зоотехником по племенному делу на станции молочного животноводства (г. Спасск).
Арестован 13 января 1931 г. Приговорён: коллегия ОГПУ ТАССР 19 января 1932 г., обв.: по ст. 58-7, 58-11 («участник к/р, вредительской организации»): 3 года ссылки в Северный край.
В 1934—1951 гг. зоотехник по племенному делу в Ивановской и Костромской областях. В 1951 году окончил заочную аспирантуру при Казанском сельскохозяйственном институте. В 1951—1954 гг. на Костромской государственной комплексной сельскохозяйственной опытной станции — заведующий отделом животноводства. В 1954—1959 гг. заместитель директора по научной работе, заведующий отделом генетики и разведения сельскохозяйственных животных Института животноводства Академии наук БССР. С 1954 г. Н. А. Горский в Витебском ветеринарном институте — заведующий кафедрой (1959—1968), декан зоотехнического факультета (1960—1965).

## Научная деятельность
Н. А. Горскому принадлежат работы по методам формирования производственного стада костромской и швицкой пород. Является одним из создателей костромской породы крупного рогатого скота.
Среди опубликованных работ:
- Каталог племенных быков Костромского ГПР / Н. А. Горский. — Кострома, 1937.
- Опыт создания массива крупного рогатого скота костромской породы в колхозах госплемрассадника : дис. … канд. с.-х. наук / Н. А. Горский. — Кострома, 1949.
- Костромская порода скота в колхозах / Н. А. Горский. — Москва : Сельхозгиз, 1952.
- Система разведения в ведущих стадах костромской породы в БССР / Н. А. Горский, Г. М. Сидоренко // Научные труды / Белорусский научно-исследовательский институт животноводства. — Минск, 1958. — Т. 1.

## Награды и премии
- Орден Ленина
- Медаль «За доблестный труд в Великой Отечественной войне 1941—1945 гг.»
- Золотая медаль имени И. В. Мичурина
- Сталинская премия 1945 года.
- Грамота Президиума Верховного Совета БССР (1961)
- Медали и грамоты ВСХВ и ВДНХ (1939, 1940, 1954, 1955)